# كأس إسكتلندا 1990–91
كأس اسكتلندا 1990–91 (بالإنجليزية: 1990–91 Scottish Cup)‏ هو موسم من كأس اسكتلندا. فاز فيه نادي ماذرويل.